# Сирийска православна църква
Сирийска православна църква (наречена също така и Сиро-яковитска православна църква по името на Яков Барадей, един от най-изтъкнатите богослови на църквата от V век) е една от нехалкедонските монофизитски църкви, основана през I век. Сирийската православна църква е най-многобройна сред правоприемниците на древната Антиохийска патриаршия, основана от апостолите Петър и Павел. На Четвъртия (Халкедонски) Вселенски събор мнозинството от представителите на Сирийската православна църква не приемат решенията му, при което тя е обявена за еретична, тъй като следва монофизитството.
Богослужебен език: арабски и сирийски. Брой на вярващите: около 5 милиона души.
Сирийската църква се възглавява от духовен водач, който се титулува антиохийски патриарх, Негово светейшество Мар Игнатиус Зака Ивас. Седалището на църквата вече отдавна не е в Антиохия, а в Дамаск.